# World Championship Tennis 1973
Il World Championship Tennis 1973 è stata una serie di tornei di tennis, rivale del Commercial Union Assurance Grand Prix 1973. Nell'aprile del 1972 la WCT firmò un accordo con la ILTF così da dividere la stagione 1973 in 2 parti. La prima, da gennaio a maggio, dedicata alla WCT con 32 giocatori divisi in 2 gruppi ognuno dei quali disputava i tornei appartenenti al suo gruppo. C'erano 22 tornei di cui 11 appartenenti al Gruppo A e 11 al Gruppo B. I migliori 4 di ogni gruppo si sarebbero poi affrontati nelle Finals di Dallas. La seconda parte di stagione, da giugno a dicembre si decise di dedicarla al Grand Prix in questo modo tutti i tennisti avrebbero avuto l'ooportunità di giocare in entrambi i circuiti e non essere bannati come era accaduto nel 1972.

## Calendario

### Legenda
| WCT Finals |
| Gruppo A   |
| Gruppo B   |

### Gennaio
| Settimana  | Torneo | Vincitore                           | Finalista                  | Semifinalisti                | Eliminati ai quarti                                  |
| ---------- | --- | ----------------------------------- | -------------------------- | ---------------------------- | ---------------------------------------------------- |
| 15 gennaio | Miami Open 1973 Miami, Stati Uniti 50 000 $ - Cemento - 32S/16D Singolare - Doppio                                | Rod Laver 7-6 6-3 7-5               | Dick Stockton              | John Alexander Bob Lutz      | Stan Smith Jim McManus Cliff Richey Roy Emerson      |
| 15 gennaio | Miami Open 1973 Miami, Stati Uniti 50 000 $ - Cemento - 32S/16D Singolare - Doppio                                | Roy Emerson Rod Laver 6-4, 6-4      | Terry Addison Colin Dibley | John Alexander Bob Lutz      | Stan Smith Jim McManus Cliff Richey Roy Emerson      |
| 22 gennaio | Rothmans International London 1973 Londra, Gran Bretagna 50 000 $ – Sintetico indoor – 32S/16D Singolare - Doppio | Brian Fairlie 2-6 6-2 6-2 7-6       | Mark Cox                   | Arthur Ashe Marty Riessen    | Tom Okker Alex Metreveli Dick Crealy Ken Rosewall    |
| 22 gennaio | Rothmans International London 1973 Londra, Gran Bretagna 50 000 $ – Sintetico indoor – 32S/16D Singolare - Doppio | Tom Okker Marty Riessen 6-3 6-3     | Arthur Ashe Roscoe Tanner  | Arthur Ashe Marty Riessen    | Tom Okker Alex Metreveli Dick Crealy Ken Rosewall    |
| 22 gennaio | La Costa WCT 1973 La Costa, Stati Uniti 50 000 $ - Cemento - 32S/16D Singolare - Doppio                           | Colin Dibley 6-3 7-6                | Stan Smith                 | Rod Laver Roy Emerson        | Harold Solomon Tom Edlefsen Phil Dent John Alexander |
| 22 gennaio | La Costa WCT 1973 La Costa, Stati Uniti 50 000 $ - Cemento - 32S/16D Singolare - Doppio                           | Roy Emerson Rod Laver 6–7, 6–3, 6–4 | Nikola Pilić Allan Stone   | Rod Laver Roy Emerson        | Harold Solomon Tom Edlefsen Phil Dent John Alexander |
| 29 gennaio | Milan Indoor 1973 Milano, Italia 50 000 $ - Sintetico indoor - 32S/16D Singolare - Doppio                         | Marty Riessen 7-6 6-3 7-6           | Roscoe Tanner              | Ken Rosewall Tom Gorman      | Mark Cox Dick Crealy Bob Carmichael Tom Okker        |
| 29 gennaio | Milan Indoor 1973 Milano, Italia 50 000 $ - Sintetico indoor - 32S/16D Singolare - Doppio                         | Tom Okker Marty Riessen 6-3, 6-3    | Ken Rosewall Fred Stolle   | Ken Rosewall Tom Gorman      | Mark Cox Dick Crealy Bob Carmichael Tom Okker        |
| 29 gennaio | Richmond WCT 1973 Richmond, Stati Uniti 50 000 $ - Sintetico indoor - 32S/16D Singolare - Doppio                  | Rod Laver 6-4 6-3                   | Roy Emerson                | John Alexander Dick Stockton | Cliff Richey Stan Smith Bob Lutz Phil Dent           |
| 29 gennaio | Richmond WCT 1973 Richmond, Stati Uniti 50 000 $ - Sintetico indoor - 32S/16D Singolare - Doppio                  | Roy Emerson Rod Laver 3–6, 6–3, 6–4 | Terry Addison Colin Dibley | John Alexander Dick Stockton | Cliff Richey Stan Smith Bob Lutz Phil Dent           |

### Febbraio
| Settimana   | Torneo                                                                                         | Vincitore                                   | Finalista                      | Semifinalisti              | Eliminati ai quarti                                      |
| ----------- | ---------------------------------------------------------------------------------------------- | ------------------------------------------- | ------------------------------ | -------------------------- | -------------------------------------------------------- |
| 5 febbraio  | U.S. Professional Indoor 1973 Filadelfia, USA 50 000 $ - Sintetico indoor Singolare - Doppio   | Stan Smith 7–6(2), 7–6(5), 4–6, 6–4         | Bob Lutz                       | Niki Pilic Bob Maud        | Colin Dibley Dick Stockton Cliff Richey Rod Laver        |
| 5 febbraio  | U.S. Professional Indoor 1973 Filadelfia, USA 50 000 $ - Sintetico indoor Singolare - Doppio   | Brian Gottfried Dick Stockton 4–6, 6–3, 6–4 | Roy Emerson Rod Laver          | Niki Pilic Bob Maud        | Colin Dibley Dick Stockton Cliff Richey Rod Laver        |
| 12 febbraio | Toronto Indoor 1973 Toronto, Canada 50 000 $ - Sintetico indoor Singolare - Doppio             | Rod Laver 6-3, 6-4                          | Roy Emerson                    | Stan Smith Jaime Fillol    | Cliff Richey Ove Bengtson Dick Stockton Allan Stone      |
| 12 febbraio | Toronto Indoor 1973 Toronto, Canada 50 000 $ - Sintetico indoor Singolare - Doppio             | John Alexander Phil Dent 3-6, 6-4, 6-4, 6-2 | Roy Emerson Rod Laver          | Stan Smith Jaime Fillol    | Cliff Richey Ove Bengtson Dick Stockton Allan Stone      |
| 12 febbraio | Copenaghen Open 1973 Copenaghen, Danimarca 50 000 $ - Sintetico indoor Singolare - Doppio      | Roger Taylor 6-2 6-3 7-6                    | Marty Riessen                  | Ken Rosewall Brian Fairlie | Jan Kodeš Dick Crealy Mark Cox Erik Van Dillen           |
| 12 febbraio | Copenaghen Open 1973 Copenaghen, Danimarca 50 000 $ - Sintetico indoor Singolare - Doppio      | Tom Gorman Erik Van Dillen 6–4, 6–4         | Mark Cox Graham Stilwell       | Ken Rosewall Brian Fairlie | Jan Kodeš Dick Crealy Mark Cox Erik Van Dillen           |
| 19 febbraio | Cologne Grand Prix 1973 Colonia, Germania 50 000 $ - Sintetico indoor Singolare - Doppio       | Jan Kodeš 6-1 6-3 6-1                       | Brian Fairlie                  | Mark Cox Alex Metreveli    | Marty Riessen Haroon Rahim Ismail El Shafei Ken Rosewall |
| 19 febbraio | Cologne Grand Prix 1973 Colonia, Germania 50 000 $ - Sintetico indoor Singolare - Doppio       | Mark Cox Graham Stilwell 7-6, 6-3           | Tom Okker Marty Riessen        | Mark Cox Alex Metreveli    | Marty Riessen Haroon Rahim Ismail El Shafei Ken Rosewall |
| 26 febbraio | Chicago WCT 1973 Chicago, Stati Uniti 50 000 $ - Sintetico indoor - 32S/16D Singolare - Doppio | Arthur Ashe 3-6 7-6 7-6                     | Roger Taylor                   | Dick Crealy Tom Gorman     | Raymond Moore Tom Okker Ken Rosewall Marty Riessen       |
| 26 febbraio | Chicago WCT 1973 Chicago, Stati Uniti 50 000 $ - Sintetico indoor - 32S/16D Singolare - Doppio | Ken Rosewall Fred Stolle 6-7, 6-4, 6-2      | Ismail El Shafei Brian Fairlie | Dick Crealy Tom Gorman     | Raymond Moore Tom Okker Ken Rosewall Marty Riessen       |

### Marzo
| Settimana | Torneo                                                                                | Vincitore                                 | Finalista                   | Semifinalisti               | Eliminati ai quarti                                      |
| --------- | ------------------------------------------------------------------------------------- | ----------------------------------------- | --------------------------- | --------------------------- | -------------------------------------------------------- |
| 19 marzo  | Atlanta Open 1973 Atlanta, USA 50 000 $ - Sintetico indoor Singolare - Doppio         | Stan Smith 6-3 6-4                        | Rod Laver                   | Cliff Richey Cliff Drysdale | Onny Parun Allan Stone Bob Maud Dick Stockton            |
| 19 marzo  | Atlanta Open 1973 Atlanta, USA 50 000 $ - Sintetico indoor Singolare - Doppio         | Roy Emerson Rod Laver 7-6, 6-3            | Robert Maud Andrew Pattison | Cliff Richey Cliff Drysdale | Onny Parun Allan Stone Bob Maud Dick Stockton            |
| 19 marzo  | Washington Indoor 1973 Washington, USA 50 000 $ - Sintetico indoor Singolare - Doppio | Tom Okker 6-3 6-7 7-6                     | Arthur Ashe                 | Roger Taylor Ken Rosewall   | Raymond Moore Dick Crealy Mark Cox Alex Metreveli        |
| 19 marzo  | Washington Indoor 1973 Washington, USA 50 000 $ - Sintetico indoor Singolare - Doppio | Tom Okker Marty Riessen 4–6, 7–6, 6–2     | Arthur Ashe Roscoe Tanner   | Roger Taylor Ken Rosewall   | Raymond Moore Dick Crealy Mark Cox Alex Metreveli        |
| 26 marzo  | St. Louis WCT 1973 St. Louis, USA 50 000 $ - Sintetico indoor Singolare - Doppio      | Stan Smith 6-4 3-6 6-4                    | Rod Laver                   | Niki Pilic Cliff Drysdale   | Gerald Battrick Cliff Richey Bob Lutz John Alexander     |
| 26 marzo  | St. Louis WCT 1973 St. Louis, USA 50 000 $ - Sintetico indoor Singolare - Doppio      | Ove Nils Bengtson Jim McManus 6–2, 7–5    | Terry Addison Colin Dibley  | Niki Pilic Cliff Drysdale   | Gerald Battrick Cliff Richey Bob Lutz John Alexander     |
| 26 marzo  | Vancouver WCT 1973 Vancouver, Canada 50 000 $ - Sintetico indoor Singolare - Doppio   | Tom Gorman 3-6 6-2 7-5                    | Jan Kodeš                   | Roscoe Tanner Ken Rosewall  | Fred Stolle Pierre Barthes Erik Van Dillen Raymond Moore |
| 26 marzo  | Vancouver WCT 1973 Vancouver, Canada 50 000 $ - Sintetico indoor Singolare - Doppio   | Pierre Barthes Roger Taylor 5-7, 6-3, 7-6 | Tom Gorman Erik Van Dillen  | Roscoe Tanner Ken Rosewall  | Fred Stolle Pierre Barthes Erik Van Dillen Raymond Moore |

### Aprile
| Settimana | Torneo                                                                                                | Vincitore                               | Finalista                        | Semifinalisti                  | Eliminati ai quarti                                              |
| --------- | --- | --------------------------------------- | -------------------------------- | ------------------------------ | ---------------------------------------------------------------- |
| 2 aprile  | Houston Open 1973 Houston, USA 50 000 $ - Terra rossa Singolare - Doppio                              | Ken Rosewall 6-4 6-1 7-5                | Fred Stolle                      | Jan Kodeš Tom Okker            | Marty Riessen Arthur Ashe Brian Fairlie Vladimír Zedník          |
| 2 aprile  | Houston Open 1973 Houston, USA 50 000 $ - Terra rossa Singolare - Doppio                              | Tom Okker Marty Riessen 7-5, 7-5        | Arthur Ashe Roscoe Tanner        | Jan Kodeš Tom Okker            | Marty Riessen Arthur Ashe Brian Fairlie Vladimír Zedník          |
| 2 aprile  | Munich WCT 1973 Monaco di Baviera, Germania 50 000 $ - Sintetico indoor Singolare - Doppio            | Stan Smith 6-1 7-5                      | Cliff Richey                     | John Alexander Brian Gottfried | Bob Lutz Ove Bengtson Dick Stockton Rod Laver                    |
| 2 aprile  | Munich WCT 1973 Monaco di Baviera, Germania 50 000 $ - Sintetico indoor Singolare - Doppio            | Niki Pilic Allan Stone 7-5, 5-7, 6-4    | Cliff Drysdale Cliff Richey      | John Alexander Brian Gottfried | Bob Lutz Ove Bengtson Dick Stockton Rod Laver                    |
| 9 aprile  | Brussels Indoor 1973 Bruxelles, Belgio 50 000 $ - Sintetico indoor Singolare - Doppio                 | Stan Smith 6-2 6-4 6-1                  | Rod Laver                        | Dick Stockton Roy Emerson      | Cliff Richey Ove Bengtson John Alexander Cliff Drysdale          |
| 9 aprile  | Brussels Indoor 1973 Bruxelles, Belgio 50 000 $ - Sintetico indoor Singolare - Doppio                 | Robert Lutz Stan Smith 6-4, 7-6         | John Alexander Phil Dent         | Dick Stockton Roy Emerson      | Cliff Richey Ove Bengtson John Alexander Cliff Drysdale          |
| 9 aprile  | ATP Cleveland 1973 Cleveland, USA 50 000 $ - Sintetico indoor Singolare - Doppio                      | Ken Rosewall 6-3 6-4                    | Roger Taylor                     | Raymond Moore Brian Fairlie    | Marty Riessen Arthur Ashe Jan Kodeš Jean-Baptiste Chanfreau      |
| 9 aprile  | ATP Cleveland 1973 Cleveland, USA 50 000 $ - Sintetico indoor Singolare - Doppio                      | Ken Rosewall Fred Stolle 6-2, 6-3       | Ismail El Shafei Brian Fairlie   | Raymond Moore Brian Fairlie    | Marty Riessen Arthur Ashe Jan Kodeš Jean-Baptiste Chanfreau      |
| 16 aprile | Carolinas International Tennis 1973 Charlotte, USA 50 000 $ - Terra rossa Singolare - Doppio          | Ken Rosewall 6-3 7-6                    | Arthur Ashe                      | Mark Cox Roscoe Tanner         | Marty Riessen Bob Carmichael Željko Franulović Tom Gorman        |
| 16 aprile | Carolinas International Tennis 1973 Charlotte, USA 50 000 $ - Terra rossa Singolare - Doppio          | Tom Okker Marty Riessen 7–6, 3–6, 6–3   | Tom Gorman Erik Van Dillen       | Mark Cox Roscoe Tanner         | Marty Riessen Bob Carmichael Željko Franulović Tom Gorman        |
| 16 aprile | Johannesburg Indoor 1973 Johannesburg, Sudafrica 50 000 $ - Cemento Singolare - Doppio                | Brian Gottfried walkover                | Jaime Fillol                     | Onny Parun Ove Bengtson        | Andrew Pattison Gerald Battrick Bob Lutz Colin Dibleyrowspan=2\| |
| 16 aprile | Johannesburg Indoor 1973 Johannesburg, Sudafrica 50 000 $ - Cemento Singolare - Doppio                | Robert Lutz Stan Smith 6-1, 6-4, 6-4    | Frew Donald McMillan Allan Stone | Onny Parun Ove Bengtson        | Andrew Pattison Gerald Battrick Bob Lutz Colin Dibleyrowspan=2\| |
| 23 aprile | Denver Open 1973 Denver, USA 50 000 $ - Sintetico indoor Singolare - Doppio                           | Mark Cox 6-1 6-1                        | Arthur Ashe                      | Roscoe Tanner Ross Case        | Tom Leonard Brian Fairlie Marty Riessen Roger Taylor             |
| 23 aprile | Denver Open 1973 Denver, USA 50 000 $ - Sintetico indoor Singolare - Doppio                           | Arthur Ashe Roscoe Tanner 3–6, 6–3, 7–6 | Tom Okker Marty Riessen          | Roscoe Tanner Ross Case        | Tom Leonard Brian Fairlie Marty Riessen Roger Taylor             |
| 23 aprile | Swedish Pro Tennis Championships 1973 Göteborg, Svezia 50 000 $ - Sintetico indoor Singolare - Doppio | Stan Smith 5-7 6-4 6-2                  | John Alexander                   | Gerald Battrick Rod Laver      | Ove Bengtson Roy Emerson Cliff Richey Dick Stockton              |
| 23 aprile | Swedish Pro Tennis Championships 1973 Göteborg, Svezia 50 000 $ - Sintetico indoor Singolare - Doppio | Roy Emerson Rod Laver 6–7, 6–4, 6–1     | Nikola Pilić Allan Stone         | Gerald Battrick Rod Laver      | Ove Bengtson Roy Emerson Cliff Richey Dick Stockton              |

### Maggio
| Settimana | Torneo                                                                  | Vincitore                               | Finalista               | Semifinalisti          | Eliminati ai quarti                                   |
| --------- | ----------------------------------------------------------------------- | --------------------------------------- | ----------------------- | ---------------------- | ----------------------------------------------------- |
| 3 maggio  | Masters Doubles WCT 1973 Montréal, Canada Sintetico indoor Doppio       | Robert Lutz Stan Smith 6–2, 7–6(1), 6–0 | Tom Okker Marty Riessen |                        |                                                       |
| 9 maggio  | WCT Finals 1973 Dallas, USA 100 000 $ - Sintetico indoor - 8S Singolare | Stan Smith 6-3 6-3 4-6                  | Arthur Ashe             | Rod Laver Ken Rosewall | John Alexander Roy Emerson Marty Riessen Roger Taylor |

### Giugno
Nessun evento

### Luglio
Nessun evento

### Agosto
Nessun evento

### Settembre
Nessun evento

### Ottobre
Nessun evento

### Novembre
Nessun evento

### Dicembre
Nessun evento

## Eventi speciali
| Settimana | Torneo                                                                  | Vincitore         | Finalista  | Semifinalisti             | Eliminati ai quarti                                 |
| --------- | ----------------------------------------------------------------------- | ----------------- | ---------- | ------------------------- | --------------------------------------------------- |
|           | CBS Tennis Classic 1973 Hilton Head, USA Terra rossa Singolare - Doppio | Rod Laver 6-2 6-4 | Stan Smith | Roger Taylor Cliff Richey | Arthur Ashe Brian Fairlie Dick Stockton Roy Emerson |